# Турбокомпрессор
Турбокомпрессор — обобщённое обиходное название любой энергетической машины, функцией которой является использование кинетической энергии отработавших газов двигателя внутреннего сгорания для сжатия воздуха с целью последующего его использования в самом этом двигателе для его работы. Конструктивно всегда состоит из связанных общим валом двух лопаточных машин — газовой турбины и лопастного компрессора.

## Принцип работы турбокомпрессора
Поток имеющих высокую температуру и давление отработавших газов проходит через лопаточную машину газовой турбины и за счёт своей кинетической энергии раскручивает её. Турбина через вал передаёт энергию вращения на лопаточную машину лопастного компрессора, который осуществляет сжатие воздуха. Сжатый воздух поступает в камеру сгорания двигателя, где смешивается с жидким топливом. В камере за счёт термохимических процессов потенциальная энергия сжатого воздуха и топлива переходит в кинетическую, одновременно увеличивается объём смеси и её температура, за счёт чего тем или иным образом осуществляется одновременно как работа самого двигателя, так и воздействие на турбину турбокомпрессора.

## Применение турбокомпрессоров
Турбокомпрессоры применяются в качестве турбонагнетателя в системах турбонаддува поршневых двигателей с целью повышения их КПД, и в качестве механической основы всех без исключения газотурбинных двигателей любого типа.

### Турбонаддув поршневых ДВС
Турбокомпрессор является основным исполнительным агрегатом любой системы турбонаддува, опционально применяемой на поршневых бензиновых или дизельных двигателях с целью увеличения их мощности и повышения их КПД. Конструктивно лопаточные машины подобных турбокомпрессоров в своём каноническом виде выполнены в виде одной центростремительной турбины и одного центробежного компрессора, при этом возможно применение турбин изменяемой геометрии и систем twin-scroll. Подобные турбокомпрессоры применяются во всех без исключения системах турбонаддува дорожных машин. В системах турбонаддува судовых или локомотивных двигателей могут применяться нестандартные конструкции турбокомпрессоров, например, с осевой турбиной. За исключением наддува более никакой работы турбокомпрессор не производит.

### Газотурбинные двигатели
Турбокомпрессор является неотъемлемой частью любого газотурбинного двигателя, независимо от того, турбореактивный он или турбовальный. Вал турбокомпрессора здесь одновременно является валом самого двигателя, при этом в турбовальных двигателях основная часть мощности двигателя для выполнения полезной работы снимается с этого же самого вала. Конструктивно лопаточные машины газотурбинных двигателей не имеют канонического вида и могут быть как осевого типа, так и центробежного/центростремительного. Камера сгорания здесь расположена обычно между компрессором и турбиной, в их поперечном габарите. На самолётах турбокомпрессоры одновременно выполняют функцию наддува воздуха в салон/кабину.

### Турбодетандер
При проходе через крыльчатку газовой турбины, газ отдаёт ей свою энергию и охлаждается. На этом принципе построены турбодетандеры (детандеры с турбиной), применяемые для сжижения газов.

## См.также
Турбокомпрессоры с изменяемой геометрией